# دراسات الحديث الديوبندي
دراسات الحديث الديوبندية فرع من فروع المعرفة الإسلامية ضمن الحركة الديوبندية ، يدرس نقديًا أقوال وأفعال النبي محمد كما وردت في أدبيات الحديث. ويستند المنهج الديوبندي في دراسات الحديث إلى مبادئ علماء الحديث القدماء.

## المحدثون
المحدث هو مصطلح عربي يشير إلى عالم الحديث، وهو مجموعة الأدبيات التي تضم روايات أقوال وأفعال وموافقات ضمنية للنبي محمد، وكذلك أقوال وأفعال أصحابه. المحدث هو شخص كرّس نفسه لدراسة الحديث ولديه معرفة متخصصة في هذا المجال. قدم علماء الديوبندية مساهمات كبيرة في مجال دراسات الحديث. فيما يلي بعض المحدثين الديوبنديين البارزين وأدوارهم في دراسات الحديث:

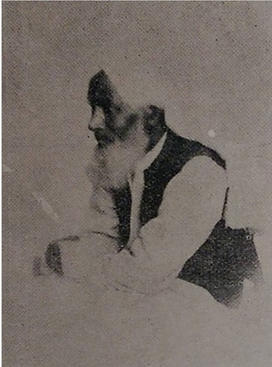
محمود حسن ديوبندي

كان محمود حسن ديوبندي عالمًا إسلاميًا بارزًا، ولد عام 1851 وتوفي عام 1920، وكان يتمتع بخبرة عميقة في الحديث. درس على يد محمد قاسم النانوتوي وأحمد علي السحارنبوري وبدأ تدريس كتب الحديث في سن 25. وفي سن 37 تقريبًا، أصبح صدر المدرس وشيخ الحديث لديوبند، ودرّس في دار العلوم ديوبندي لمدة 44 عامًا تقريبًا. امتدت معرفته إلى مذاهب الأئمة الأربعة، مع تخصص خاص في المذهب الحنفي. ومن بين أعماله البارزة في دراسات الحديث كتاب الأبواب والتراجم للبخاري، الذي يقدم شرحًا شاملاً لعناوين الفصول وعناوينها في مجموعة أحاديث البخاري، إلى جانب معلومات سيرة ذاتية عن رواة الحديث. وكتب أيضًا تصحيح أبي داود، وهو تصحيح وتحقيق لمجموعة الأحاديث التي جمعها أبي داود، ويهدف إلى إزالة أي تناقضات أو أخطاء في المجموعة وضمان صحتها.

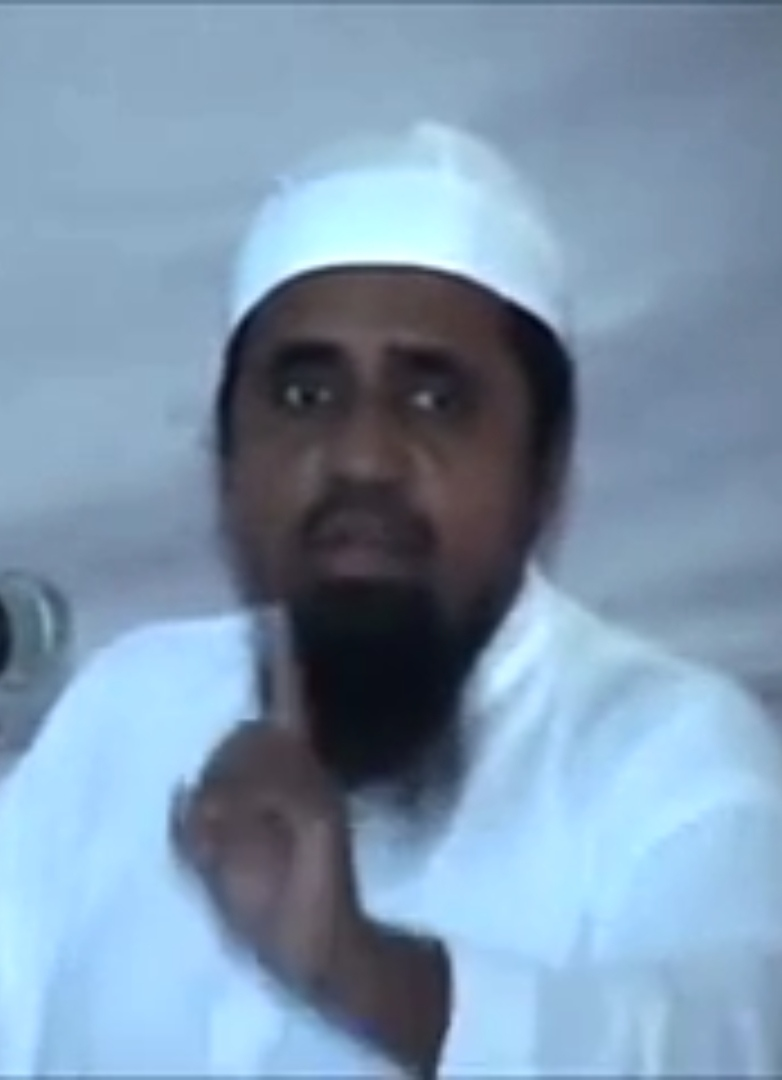
محمد عبد الملك في عام 2016

محمد عبد الملك، هو عالم حديث مشهور في بنغلاديش، وُلد في 29 آب 1969. درس لمدة ثلاث سنوات على يد عبد الرشيد نعماني وسنتين على يد تقي عثماني، واكتسب خبرة في الحديث والفقه المتقدمين. وفي وقت لاحق، أجرى بحثًا لمدة عامين ونصف في الحديث مع عبد الفتاح أبو غدة في المملكة العربية السعودية. يشغل حاليًا منصب عميد قسم الحديث في مركز الدعوة الإسلامية، حيث نال تقديرًا كبيرًا بين العلماء لأنشطته البحثية المكثفة في مواضيع مختلفة، بما في ذلك الحديث. ويُستخدم كتابه الضخم، المدخل إلى علوم الحديث الشريف، على نطاق واسع ككتاب مدرسي في العالم الإسلامي. بالإضافة إلى ذلك، فقد ألف العديد من الأعمال البحثية البارزة، بما في ذلك الوازع في شيء من مستحل الحديث الشريف ومحاضرات في علوم الحديث.

## طالع أيضًا
- فهرس المقالات المتعلقة بالحركة الديوبندية[الإنجليزية]